# 韓明澮
韓明澮（1415年11月26日—1487年11月28日），字子濬，庵號狎鷗亭、四友堂，本貫清州韓氏，朝鮮王朝前期的文臣及外戚。他是世祖、睿宗、成宗三代的重臣，死後諡號忠成。

## 生平
韓明澮的祖父是藝文館大提學韓尚質，父親是韓起。他也是重臣韓確的三堂姪。他的兩個女兒分別成為了後來的睿宗的王后（章順王后）及成宗的王后（恭惠王后）。
韓明澮早年懷才不遇，科舉考試屢次落第。後來受到朋友權擥的舉薦，擔任首陽大君（後為朝鮮世祖）的鹵簿。他成為首陽大君的心腹謀士，最受首陽大君器重。1453年，韓明澮積極參與策劃首陽大君奪權的癸酉靖難，被任命為軍器監錄事，列為輸忠衛社協策靖難功臣之一。1455年，首陽大君即位成為朝鮮世祖，任命他經筵參贊官、兼判司宰監事、知禮曹事，6月，又任命為左副承旨，封同德左翼功臣。後來轉任右承旨。
1456年，韓明澮成功阻止了成三問等死六臣擁立端宗復位的陰謀，升吏曹判書。後又揭發錦城大君復辟端宗陰謀，授崇政大夫，獲封上黨君(상당군)。1458年被任命為兵曹判書，派往北方邊境。他加強了北方邊境的戒備，並對女真族進行討伐。1461年，進封上黨府院君。
韓明澮於1462年被任命為右議政，翌年升左議政。1466年，被任命為領議政，但因病辭官。1467年，咸鏡道發生李施愛之亂，李施愛誣稱韓明澮和申叔舟謀反，因而被逮捕投獄，不久被釋放。1468年世祖薨，遺命由韓明澮輔佐朝政。韓明澮再度出任領議政直至1471年。他通過南怡謀叛事件清洗了朝中的反對勢力。1471年，領春秋館事，同崔恒、申叔舟一起完成《世祖實錄》。1474年至1475年，第三次擔任領議政。
韓明澮執政期間，創立了五家作統法和面里制，其中，面里制這一行政區劃制度直到今日仍在使用。1487年卒，諡忠成，配享於世祖廟中。
1504年，因為韓明澮曾參與賜死廢妃尹氏一事，被燕山君下令掘開墳墓，剖棺斬屍。1506年燕山君被廢後，中宗下令平反，恢復韓明澮的名譽。

## 曾扮演韓明澮的演員
- 鄭珍（朝鲜语：정진 (1941년)） - 1984年 《雪中梅》 MBC電視劇
- 朱虎聲（朝鲜语：주호성） - 1990年 《破天舞（朝鲜语：파천무）》 KBS電視劇
- 李德华 - 1994年  《韓明澮（朝鲜语：한명회 (드라마)）》 KBS電視劇，改編自1992年辛奉承的同名小說。
- 崔钟元 - 1998年  《王與妃》 KBS電視劇
- 金宗潔（朝鲜语：김종결） - 2007年  《王與我》 SBS電視劇
- 朴龍哲（박용철） - 2007年  《死六臣（朝鲜语：사육신 (드라마)）》 KBS電視劇
- 李熙道 - 2011年  《公主的男人》 KBS電視劇
- 孫炳昊－ 2011年 《仁粹大妃》 JTBC電視劇
- 曹熙奉 - 2011年  《樹大根深》 SBS電視劇
- 金義聖 - 2013年  《觀相》 電影
- 孫賢周 - 2019年  《戲子們：傳聞操縱團（朝鲜语：광대들: 풍문조작단）》 電影

## 相關影視作品
- 《淘氣鬼偵探 (第二季)》：2018年網路劇，宮殿哀史推理工房 （《雲英傳》）即描述相關歷史。